# Liste der Listen der Nobelpreisträger
Dieser Artikel bietet eine Übersicht der Listen der Nobelpreisträger.

## Listen der Nobelpreisträger nach Kategorien
- Liste der Friedensnobelpreisträger
- Liste der Nobelpreisträger für Chemie
- Liste der Nobelpreisträger für Literatur
- Liste der Nobelpreisträger für Physik
- Liste der Nobelpreisträger für Physiologie oder Medizin
- Liste der Träger des Alfred-Nobel-Gedächtnispreises für Wirtschaftswissenschaften

## Listen der Nobelpreisträger nach ihrer Staatsangehörigkeit
- Liste der Länder nach Nobelpreisträgern
- Liste der belgischen Nobelpreisträger
- Liste der britischen Nobelpreisträger
- Liste der deutschen Nobelpreisträger
- Liste der französischen Nobelpreisträger
- Liste der israelischen Nobelpreisträger
- Liste der italienischen Nobelpreisträger
- Liste der niederländischen Nobelpreisträger
- Liste der österreichischen Nobelpreisträger
- Liste der polnischen Nobelpreisträger
- Liste der schwedischen Nobelpreisträger
- Liste der Schweizer Nobelpreisträger
- Liste der sowjetischen Nobelpreisträger
- Liste der ungarischen Nobelpreisträger
- Liste der US-amerikanischen Nobelpreisträger

## Liste der Nobelpreisträger nach Ort
- Liste der Hamburger Nobelpreisträger
- Liste Münchner Nobelpreisträger
- Göttinger Nobelpreiswunder (mit einer Liste der Göttinger Nobelpreisträger)